# Laurent Dumais
Laurent Dumais (Quebec, 25 maart 1996) is een Canadese freestyleskiër.

## Carrière
Bij zijn wereldbekerdebuut, in januari 2015 in Calgary, scoorde Dumais direct wereldbekerpunten. In januari 2016 stond hij in Val Saint-Côme voor de eerste maal in zijn carrière op het podium van een wereldbekerwedstrijd. Op de wereldkampioenschappen freestyleskiën 2017 in de Spaanse Sierra Nevada eindigde de Canadees als dertigste op het onderdeel dual moguls en als 34e op het onderdeel moguls.
In Park City nam Dumais deel aan de wereldkampioenschappen freestyleskiën 2019. Op dit toernooi eindigde hij als twaalfde op het onderdeel dual moguls en als 24e op het onderdeel moguls.

## Resultaten

### Wereldkampioenschappen
| Jaar | Plaats        | Resultaten                 |
| ---- | ------------- | -------------------------- |
| 2017 | Sierra Nevada | 30e Dual Moguls 34e Moguls |
| 2019 | Park City     | 12e Dual Moguls 24e Moguls |

### Wereldbeker
Eindklasseringen
| Seizoen   | Algm | MO  |
| --------- | ---- | --- |
| 2014/2015 | 163e | 36e |
| 2015/2016 | 100e | 19e |
| 2016/2017 | 111e | 21e |
| 2017/2018 | 165e | 28e |
| 2018/2019 | 78e  | 16e |
| 2019/2020 | 35e  | 6e  |